# Міроцин-Гурни
Міроцин-Гурни (пол. Mirocin Górny) — село в Польщі, у гміні Кожухув Новосольського повіту Любуського воєводства.
Населення — 642 особи (2011).
У 1975—1998 роках село належало до Зеленогурського воєводства.

## Демографія
Демографічна структура станом на 31 березня 2011 року:
|          | Загалом | Допрацездатний вік | Працездатний вік | Постпрацездатний вік |
| -------- | ------- | ------------------ | ---------------- | -------------------- |
| Чоловіки | 333     | 84                 | 225              | 24                   |
| Жінки    | 309     | 57                 | 192              | 60                   |
| Разом    | 642     | 141                | 417              | 84                   |